# Tóth József (szabadságharcos)

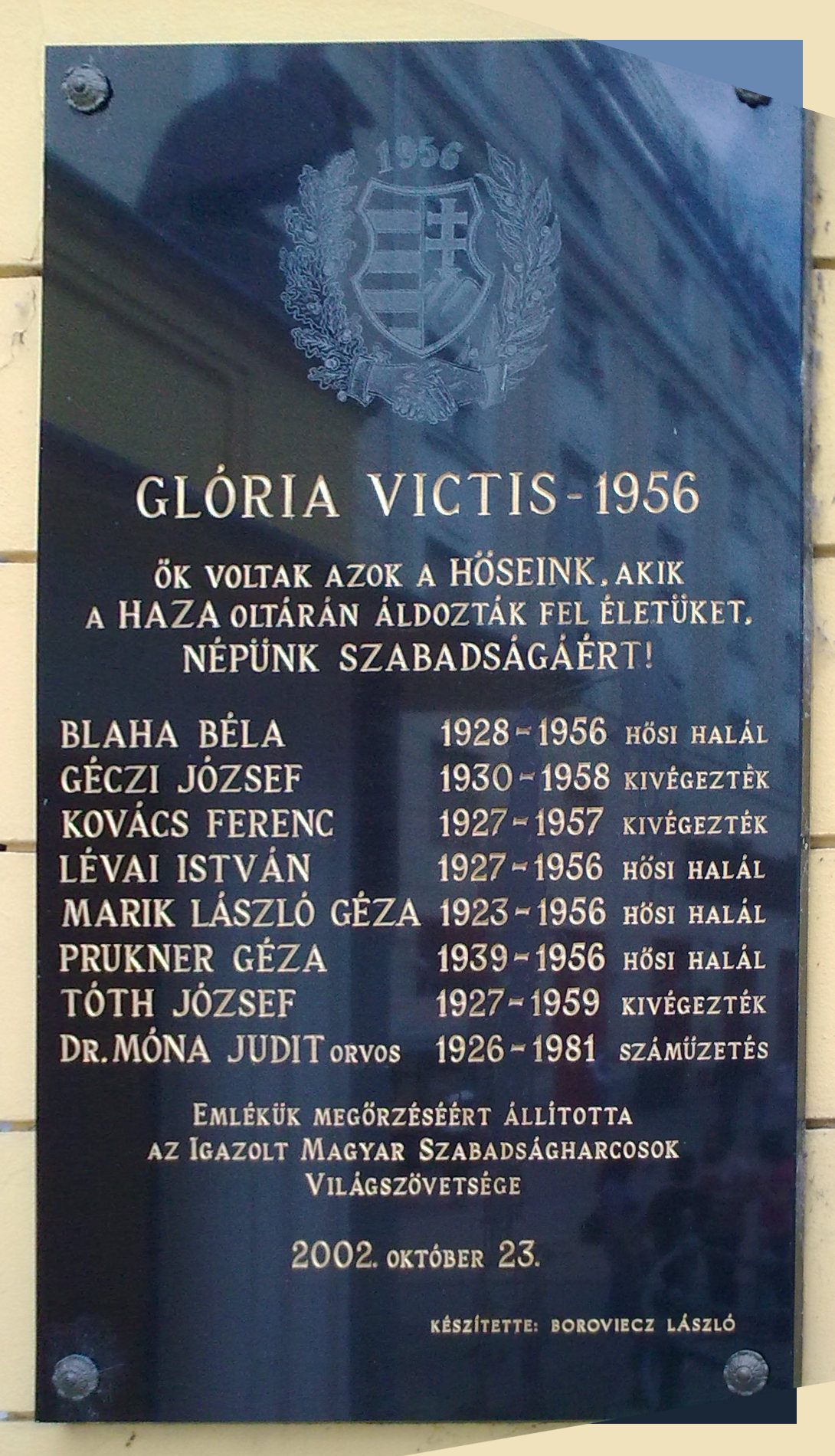
Tóth József emléktáblája Budapesten, a Corvin közben

Tóth József (Monor, 1927. július 24. – Budapest, 1959. február 26.) kocsikísérő.

## Életútja
Házasságon kívüli gyermekként jött a világra, édesanyja alkalmi munkákból élt. Nyolc elemit végzett, majd a Kertimag Termelő Vállalatnál volt segédmunkás. Ezután FÜSZÉRT-nél mint kocsikísérő dolgozott. 1950-ben házasodott, két gyermeke született.
1956. október 30-án élelmiszer-rakománnyal ment a fővárosba. Kóté Sörös Józseffel csatlakozott a Vajdahunyad utcai felkelőcsoporthoz. A Köztársaság térre vonultak, de nem tudni, hogy volt-e szerepe az ostromban és a lincselésben. November 4-e után mint fegyveres ellenálló, golyószórós működött. November 5-én este tette le a fegyvert, amit azonban a Conti utcában véletlenül elsütött, a parancsnok így csak könnyebben sérült a lábujján. Hazatért dolgozni a FÜSZÉRT-hez. 
1957. július 18-án tartóztatták le és mint a „Wittner Mária és társai” per negyedrendű vádlottja állt a bíróság elé. Első és másodfokon is halálos ítéletet szabtak ki rá, amit a kegyelmi tanács is egyöntetűen jóváhagyott. 1959. február 26-án végezték ki. Göncz Árpád köztársasági elnök 1991-ben 1956-os emlékérmet adományozott Tóth József számára a Magyar Köztársaság nevében.